# Бартоломео Франческо Растрели
Бартоломѐо Франчѐско Растрѐли (Бартоломео Растрели, Франческо Растрелли) (на италиански – Bartolomeo Francesco Rastrelli, на руски – Варфоломей Варфоломеевич Растрелии) е руски архитект, италиански граф, академик по архитектура в Императорската художествена академия. Създател е на елисаветинския барок, възникнал в резултат на преосмисляне на европейския барок под влияние на традиционната руска архитектура. Това ярко архитектурно направление заема важно място в историята на европейския барок. Растрели е автор на множество помпозни дворци и сгради, главно в Санкт Петербург.

## Детство и юношество
Бартоломео Франческо Растрели е роден в семейството на известния скулптор и архитект Бартоломео Карло Растрели и испанска дворянка. Тъй като работата му във Франция не носи достатъчно доходи, бащата приема поканата на руския посланик да замине за 3 години в Русия, на служба при Петър І. Преди да замине и докато все още е във Франция, Карло Растрели си купува графска титла.
През февруари 1716 година семейството пристига в Санкт Петербург с 16-годишния си син, който е най-близкият помощник на баща си. Така в юношеските си години Бартоломео се оказва въвлечен в мащабното строителство на новата руска столица, която с впечатляваща скорост израства по бреговете на делтата на река Нева.
До 1970 година се смята, че момчето е заминало за Италия и Франция за да учи архитектура. Много източници твърдят, че Растрели е получил позволение да изпрати сина си на обучение в тези страни и че той отсъства от Русия около 5 години, но документи, потвърждаващи този факт, не са открити. Предполага се, че по-скоро такова пътуване не е имало. Растрели-младши се учи от баща си и е негов пръв помощник. Той му помага за проекта на Стрелнинския дворец и заедно с него се занимава с интериора на дворците на Апраксин и Шафиров. Трябва да се подчертае, че Растрели-баща е повече скулптор, отколкото архитект и в тяхната съвместна работа се откроява архитектурният талант на сина.

## Първи стъпки
Първата поръчка, която бащата получава в Петербург, е благоустройство на имението Стрелна и създаването на парк с канали и водни каскади. Проектът на този ансамбъл бащата отстъпва на сина си. Така започва творческият път на бъдещия известен архитект, проектирал голяма част от сградите на Петербург.
Първата самостоятелна работа на младия архитект е строителството на петербургския дворец на княз Антиох Кантемир, младия син на избягалия в Русия молдовски войвода Димитрие Кантемир. Сградата се строи в продължение на 6 години и е завършена през 1727 г. Построена е в стила на северноевропейската архитектура, без италианско или френско влияние. Въпреки че това е една „ученическа“ работа, в структурата на обемите вече се чувства архитектурният талант.
Между 1727 и 1730 година Растрели създава проект за каменния дворец с градина за княз Иван Долгоруков и проект за новото здание на Арсенала в Москва. През 1730 година прави и проект за дървен дворец в Московския кремъл, който по-късно е пренесен в новата царска резиденция на брега на река Яуза.
За развитието на таланта на младежа способстват освен целеустремеността му в ателието и на строителната площадка, и общуването с известни архитекти. Домът им често е посещаван от италианеца Доменико Трезини и неговия ученик Михаил Земцов, както и от Гаетано Клавери, прославил се по-късно със сградите си в Дрезден.
Талантът на Растрели като изкусен архитект се разкрива изцяло по времето на Анна Ивановна, руска императрица от династията Романови. Първата поръчка получава през 1732 година от нейния фаворит Ернст Бирон. Това е проект за удобен манеж, разположен на празно място в центъра на Петербург, с който архитектът чудесно се справя. Следващата поръчка на фаворита е за проучване и създаване на дворец в Курландия. При неговото проектиране младият Растрели не заимства идеи от архитектите от по-старото поколение. Разчита само на живото си въображение и създава творби, които са неповторими и не приличащи на никоя друга сграда. В този проект Растрели за първи път създава входна кула-камбанария, каквато по-късно повтаря в проекта си на манастира Смолни. Строителството на Рундалския дворец започва на 24 май 1736 година, а интериорът е завършен през 1768. Това е най-ранната запазена творба на Растрели.
Някъде през тези години младият Растрели се жени и семейството се преселва в дома на неговия баща. В началото на март 1733 година се ражда синът им Йосиф-Яков, на следващата година – дъщеря им Елизавета Катерина де Растрели, а през 1735 – следващата дъщеря Елеонора. През декември 1737 година от холера умира синът му, а през следващата – и дъщеря му Елеонора. Така семейството остава само с една дъщеря.
През 1737 година Бирон става херцог на Курландия и поръчва на Растрели нов, още по-разкошен дворец. Архитектът разполага за него с неограничени средства, което му дава възможност да разкрие таланта си напълно. Дворецът в Митава се строи в продължение на три години, до 1741 г. Едновременно с това Растрели въководи и изграждането на Аненховската и Лефортовската къща в Москва.
През 1738 година Растрели е назначен за главен архитект на императрицата с начална заплата от 600 рубли, която бързо пораства на 1200 рубли годишно. Получава и служебно жилище в бившия Зимен дворец на Петър І. След смъртта на Анна Ивановна в съдбата на семейството не настъпват никакви промени. Регент на непълнолетния принц Иван Антонович става техният приятел Бирон. Смяната на властта през 1740 година също не променя нищо. Следващият регент е принцеса Анна Леополдовна, майката на Йоан. При нея голяма власт получава немският граф Бурхард Миних, който се отнася благосклонно към Растрели. По негова заповед архитектът изоставя недовършения дворец в Митава и пристига в Петербург. Даже скъпите врати и рамките на прозорците от там са докарани в Петербург за строителството на Аничковия дворец, дома на граф Разумовски.

## Летният дворец
В края на февруари 1741 година Растрели подготвя проект за нов Летен дворец, а през юни, същата година, е неговото тържествено представяне.
През ноември 1741 година, след поредния дворцов преврат, тронът е зает от Елисавета Петровна, дъщеря на Петър І. Тези събития не предвещават нищо добро за младия архитект. В продължение на два месеца никой не си спомня за него, а в края им е повикан да обясни защо нарича себе си главен архитект и защо се титулува като граф. Ползването на тази титла му е забранена и му е заповядано да се нарича фон Растрели. В добавка към това следва и заповедта никой да не възлага поръчки на италианеца и отнемането на дворцовата му служба. Всички архитектурни проекти са възложени на Михаил Земцов, който, познавайки добре Растрели, прави всичко възможно да го привлече на работа.
В такава неизвестност за бъдещето минават повече от две години. Елисавета Петровна мечтае за свой нов, впечатляващ дворец, разкошът за който създава само стилът барок. А майсторът на барока в Русия по това време е Растрели. Останалите архитекти са или твърде млади, или не така добри. Строителството на дворци става приоритет във вътрешната политика на дъщерята на Петър І и копирайки я, много от царедворците също започват да си поръчват резиденции.
По тези причини за проекта на новия си Летен дворец Елисавета се обръща към Растрели. През есента на 1744 година му поръчва да довърши екстериора и интериора на Летния дворец, плановете на който са готови още от 1741. Императрицата оценява високо постигнатото от архитекта в работата му по този дворец, построен специално за нея. Той не просъществува дълго – само до 1797 година, когато Павел І заповядва на негово място да се построи Михайловският замък.
След няколко месеца Растрели получава нова задача от императрицата – да продължи строителството на Аничковия дворец в Петербург, започнат още от Земцов.
На 18 ноември 1744 година умира Бартоломео Карло Растрели. На следващия ден Бартоломео Франческо докладва в строителната канцелария, че отливката на конната статуя на Петър І, създадена от баща му, е готова. Той поема окончателното завършване на монумента, което счита за свой синовен дълг.

## Големият дворец в Петерхоф (Петродворец)
През декември 1745 година Растрели получава разпореждане да започне реконструкция на Големия дворец в Петерхоф. След щателно разучаване на състоянието на двореца, представя на императрицата своя проект, който е одобрен през следващата година. Растрели обаче не е доволен от проекта си и след известно време предлага да допълни нови каменни пристройки с галерии и куполи.
След разработка на дървената конструкция на съществуващия дворец обаче става ясно, че му е необходима пълна реконструкция. Тогава разработва нова концепция – да разглоби крилата и галериите, да съхрани оформения до този момент ансамбъл и за център на двореца да създаде няколко изцяло нови елемента – сграда с галерии, две крила и два корпуса. Окончателният проект на Растрели е одобрен през 1747 година.
Архитектът завършва всички основни работи по реконструкцията на двореца след четири години. За проектиране и осъществяване на интериора отиват още 5 години. На 15 юни 1752 година Елисавета Петровна за първи път устройва прием в обновения Петерхоф. Присъстващите придворни и други поканени гости са във възторг от външното великолепие и вътрешния дизайн на двореца.
За тази си работа Растрели не получава никаква награда, въпреки че императрицата остава много доволна. Не е възстановен дори на старата си длъжност като главен архитект. Налага му се да се изхитри и той съобщава, че е решил да си замине от Русия. Чак след това, на 4 ноември 1748 година Растрели отново получава длъжността главен имперски архитект, а заплатата му е повишена на 1500 рубли годишно.
Някои изследователи приемат, че причина за пренебрегването на Растрели е любимецът на Елисавета, първият министър Иван Шувалов, който е поклонник на рококото. Затова и дава поръчката за собствения си дворец на архитект Сава Чевакински, въпреки че всички дворци на знатни особи са строени от Растрели. Освен това, разкривайки художествената академия в Петербург, Шувалов не поканва за неин член Растрели, въпреки че по това време вече е главен имперски архитект.

## Големият Екатеринински дворец
През 1748 година, след двореца в Петерхоф, Растрели веднага започва работа по Големия Екатеринински дворец в Царское село, днес град Пушкин. Основите на двореца са положени през 1717 година, когато Екатерина I наема германския архитект Йохан-Фридрих Браунщайн да изгради летен дворец. През 1733 година императрица Анна Ивановна назначава Михаил Земцов и Андрей Квасов да го разширят. При новото проектиране в началото пак става въпрос само за реконструкция на съществуващата сграда. Но от 1752 година Растрели преминава към преработка на всички здания и създава един от най-грандиозните дворцови композиции на 18 век. По своите мащаби, целостта на пространственото оформление, единството на фасадните мотиви, необичайната наситеност с пластики и цветове, разточителната декорация и окончателно завършения интериор, това произведение на Растрели бележи върха в неговата кариера и остава единствено по рода си.
В основата на устройствения план на Екатериненския дворец заляга същият галериен тип, както при двореца в Петерхоф, но тук размерите са значително по-големи, като цялата дължина на двореца е 325 метра. Принципът за точност и чистота на архитектурната композиция е изразен в строго праволинейния план на постройката и в неговата проста и ясна пространствена схема.(2)
Основната пространствена ос е надлъжна и по нея се изграждат всички помещения. Организирани са две паралелни анфилади от парадни помещения, чийто мащаб расте към централната част и достига кулминацията си при Голямата зала и Картинната галерия. Един от ефектите е, че се подчертава поставеното в югозападната част парадно стълбище. Ритмичното разнообразие на фасадата, големите первази над колонадата и антаблемана, дълбоко поставените прозорци, създаващи богата игра на светлосенките, изобилието от гипс и декоративни скулптури, полихромията на фасадите придават на зданието наситен, празничен и тържествен облик.
Само за фасадата са използвани над 100 килограма злато, а на покрива са поставени многобройни скулптури, почти всички с античен сюжет. Градината пред и около двореца е също така богато украсена. Екатеринският дворец и включените в тази площ огромни, прекрасни градини, които го заобикалят, са изпълнени разточително и пищно. Цялата композиция е блестящ пример за руската барокова архитектура.
Растрели е истински работохолик, който не прощава нито на себе си, нито на помощниците си. Той не се интересува от семейното или финансовото им състояние, нито от живота им. За него единствено важни са скоростта, чистотата и качеството на изпълнение. Всъщност той е изключително зает и затрупан с поръчки. Само списъкът му за 1748 година съдържа: дизайн и декорация на интериора на Петродворец, проект на манастира Смолни в Петербург, строителство на дворец в подмосковското село Перово, проект на Андреевската църква в Киев, довършителни работи по Аничковия дворец и проектиране на вътрешния дизайн и мебелировката му, проект на иконостаса в Преображенския събор в Петербург, декорации за банкетната маса при празнични императорски приеми и строителство на големия дворец за хофмаршал Шепелев.
През същата година, след пожар в Кунсткамерата, се обръщат към Растрели с молба да възстанови унищожената восъчна статуя на Петър І. Архитектът се съгласява и пресъздава фигурата по съхранени стари фотографии.

## Манастирът Смолни в Петербург
Особено място в творчеството на Растрели заема култовата архитектура. Той създава барокови храмове, наподобяващи на руските църкви от 17 век с разкошни позлатени иконостаси, които стават прототип за петербургската църковна архитектура в средата на 18 век. Във всеки от построените от него дворци е предвидена и дворцова църква.
През 1749 година Елисавета издава указ за изграждането в Петербург на манастира Смолни с девическо училище към него и го възлага отново на Растрели. Той създава проекта на целия манастирски ансамбъл, най-значителната част от който е катедралният храм, разположен в неговия център. Планът му е във формата на равностранен кръст. Растрели реализира плана на катедралата във формата на квадрат с две противоположно поставени, различно големи апсиди – на изток при олтара и на запад при главния вход. Двустепенната структура се състои от кубичен основен обем, над който се извисява тяло с пет купола – четири по-малки странични и един голям, централен. Пластиката на фасадите е изключително живописна – стените са изпълнени в издатини и отстъпи, ъглите на които са акцентирани със сдвоени колони в долната част и пиластри в горната. Това облекчава прехода към стройното тяло, увенчано с петте купола и подчертава вертикалното членение. Според проекта пред катедралата трябва да се издига 140-метрова камбанария, което обаче никога не е осъществено.
Вътрешното пространство е много ясно растерирано, лесно обозримо и няма никакви неочаквани илюзорно-пространствени ефекти, към каквито така обичат да прибягват архитектите на италианските храмове от епохата на барока. В този смисъл планът на катедралата демонстрира реалистичния подход на автора, с ясни и изчистени пространства, отхвърлящи идеята за пространствени илюзии, насочени към зрителя. Растрели не успява да завърши сградата на катедралата. Строителството започва през 1748 година, но през 1757 е преустановено във връзка с разходите по Седемгодишната война. Независимо от това, манастирът Смолни не само по замисъл, но и по изпълнение остава едно от най-значителните произведения на Расрели и един от най-забележителните архитектурни ансамбли на 18 век. Интериорът на катедралата е завършен чак през 1835 година от архитект Василий Стасов.

## Дворци и църкви
Успоредно с основните си задължения по поръчка на императрицата, Растрели работи и по редица важни сгради в столицата. Построява дома на Григорий Орлов, църквата „Владимировската богородица“ в Петербург, главната църква в Троицко-Сергиевската обител близо до Стрелна, Андреевската църква в Киев, събора „Свети Никола“ в Петербург и много други.
От 1749 до 1757 години Растрели строи дворец за канцлера Михаил Воронцов, а от 1752 до 1754 – двореца на Строганови. Граф Строганов е единственият, който освен парично възнаграждение, дава на архитекта щедър подарък. Той поръчва портрет на Растрели на художника Пиетро Ротари, пристигнал в Петербург, за да рисува императорското семейство.
Оформлението на фасадите и използването на архитектурна декорация напомнят на имперските резиденции, но са решени в по-скромни мащаби и, въпреки парадността си, излъчват сдържаност и строгост за разлика от дворците на Елисавета. При Воронцовия дворец е изграден ефектен централен ризалит, отделен с полуетаж и декориран със сдвоени колони и пиластри, на които се опира антаблеманът. Увенчан е с триъгълен фронтон.
Въздържаността в стила е характерна и за Строгановия дворец. Фасадите опират до Невския проспект и кея на река Мойка. Отново сдвоени колони подчертават централния ризалит на фасадата по Невски. Над тях е издигнат фронтон с герба на Строганови.

## Зимният дворец
Забележителен паметник на архитектурата на Растрели е и Зимният дворец в Петербург, за чието построяване Елисавета издава указ през 1753 година. На мястото за строеж има съществуващи две дървени и две каменни постройки. Първата скромна постройка в холандски стил се появява още при Петър I, преустроена е при Екатерина I, реконструирана отново и пристроена при Анна Ивановна. Известно е, че по този четвърти етап на Зимния дворец Растрели работи заедно с баща си Карло Растрели. Бартоломео полага сериозни усилия да убеди императрицата да построи не просто дворец, а цял ансамбъл, чиято централна част да бъде заета от двореца. През юли 1754 година проектът е одобрен, а Елисавета разчита строителството да бъде завършено за две години. Отчитайки всички фактори, Растрели реално оценява този срок на 5 години.
Пред двореца Растрели създава площадно пространство, обкръжено от галерия и отворено към централната сграда. През есента на 1759 година строителните работи са завършени и започва оформянето на екстериора с различни елементи за украса. По-простите от тях се изготвят от помощниците, а по-сложните – от самия Растрели.
Зимният дворец е върхът на руския барок от средата на 18 век. По своята внушителност и грандиозност нито един европейски дворец от това време не може да се сравнява него. В него Растрели довежда до съвършенство композицията и архитектониката, които използва и през всички предходни години. Употребата на многочислени колони, мощни фронтони и усложнени елементи за украса, насища фасадата с максимално допустимата динамична сила. Успоредно с това композицията е линейна, а всички фасади, външни и тези към двора, са решени с единен архитектурен маниер.
На 25 декември 1761 година Елисавета Петровна умира без да успее да се премести в Зимния дворец. Новият император Павел III по военен маниер заповядва дворецът да бъде завършен на 6 април 1762. За това кратко време е постигнато удивително много – завършени са 100 стаи, театърът, църквата и галерията.
Колкото и да е парадоксално, Павел ІІІ е единственият руски владетел, който удостоява Растрели с някаква награда. Архитектът получава звание генерал-майор и орден „Св. Ана“. През 1922 година цялата сграда е предадена на руския държавен Ермитаж.
В средата на 1750-те единствената дъщеря на Растрели се омъжва и заедно със съпруга си остава да живее в дома на баща си. За голямото семейство е нужно увеличаване на финансовите приходи и архитектът поема все повече поръчки. Строи двореца на дворянския род Чоглокови, дома на руския генерал Александър Вилбоа, вилата на Сиверс, дома на Шепелев.

## Гостиний дом в Петербург
По това време Растрели започва да боледува, а възрастта си казва своето. В края на 1760 година преживява и известен провал – започнатото от него проектиране и строителство на Гостиний двор в Петербург, който представлява покрит пазар, рязко е прекратено. Формално това се дължи на липсата на работна ръка, тъй като едновременно с него върви строителството на Зимния дворец и манастира Смолни. Истинската причина е, че търговците не харесват проекта. На тях им е нужен не подслон за мъдреци и философи, както се е получило при Растрели, а удобно и практично място за търговия. През следващата година Шувалов подписва указ, с който предава поръчката на Жан-Батист Вален Деламот.
За Растрели това е тежък удар, за първи път от много години така откровено е отхвърлен негов проект. Той не забелязва започващата промяна в обществените вкусове, особено при младите хора, които все по-често отхвърлят барока като прекалено пищен и претрупан.
През 1760 година отношенията между императрицата и Растрели застудяват заради бавното изпълнение на строителството, което той ръководи. Архитектът няма вина за това, тъй като финансирането става все по-малко, а големите суми са използвани за водене на Седемгодишната война.

## Стилът на Растрели
В зрелите си години, между 1740 и 1750 година Растрели преосмисля традициите на европейския барок, под влияние на руската художествена и архитектурна култура. Тази промяна се проявява в стремежа му към пространствен размах на архитектурния ансамбъл и приемане на характерни за руската архитектура елементи – камбанарии, веранди, куполи, тънки колони и други. Увлича се в цветовите комбинации по стените, позлатата и растителни мотиви в декорацията.
В този период вече е завършен зрелият стил на Растрели. Членението на фасадите и различната трактовка на стените придобиват в неговите сгради необичайна пластичност. Той широко използва външни колони и полуколони – единични или събрани по двойки, групирани край главния композиционен пункт на постройката, или направляващи човека към центъра ѝ. Те не играят никаква конструктивна роля и а се използват само за декоративен ефект.
Новите идеи на Растрели са реализирани в първите големи постройки през 1740-те – дървения Летен дворец в Петербург, който не е запазен до наши дни, и Андреевската църква църква в Киев, чийто проект изработва през 1741 година. В църквата Растрели, използвайки традиционната руска архитектура от 17 век, създава контраст между масивния централен купол и четирите тънки кулообразни странични купола. Подчертава вертикалното им направление и те изглеждат като продължение на колоните по ъглите на сградата. Постигнатата илюзия е, че като че ли израстват направо от основата и придават динамичност и устременост във височина. Църквата е довършена едва през 1767 година от архитект Иван Мичурин.
За пищните и празнични интериори на Растрели са характерни ярката многоцветност и изобилието на декорация – блестяща позлата по дърворезбата, специфичните шарки на паркета, отражения в многочислени огледала, цветни полилеи, орнаменти във формата на свитък или раковини. По този начин създава фон на също толкова пищните дворцови церемонии. Този прийом най-ярко е изразен в интериора на Петродворец.
По принцип за Растрели е характерна композиция, при която общият обем на сградата е развит по централна хоризонтална ос, без резки, или дори отчетливи граници между отделните части на зданието. Членението на фасадата се определя не толкова от разлика в обемите, колкото от мощните и релефни колони, редуващи се с отворите на прозорците. Фасадните стени на отделните галерии са превърнати почти в колонади, където грамадните прозорци заемат цялото междуколонно пространство. Всичко това е приложено в строителството на Екатерининския дворец, заедно със съчетанието от масивност и прозрачност, от комбинацията на стени, пронизани от светлината и такива, служещи за мощна база. А една от най-съществените черти на двореца е неговият забележителен интериор.

## Оставка
На 28 юни 1762 година на власт идва Екатерина II и от този момент Растрели губи благоволението на властимащите. Престава да получава поръчки, тъй като барокът вече се счита за остарял стил, който не е на мода. Изпратен е в отпуск за „лечение в Италия за една година с получаване на пълната работна заплата, без приспадане“. След година се завръща от Италия с надеждата, че отново ще се заеме поста си. Но за времето на отсъствието му нещата са се променили. Растрели разбира, че Вален-Деламот преработва вътрешните покои на Зимния дворец и подава оставката си. Екатерина II я подписва през 1763 година и му отпуска пенсия от 1000 рубли годишно.
През 1764 година Растрели се отправя за Митава, столицата на Курландия, при своя стар приятел и покровител Ернст Бирон. Започва работа там и се занимава с довършването на Рундалския дворец. Работи почти година, когато синът на Бирон решава да наеме по-младия архитект, датчанина Северин Йенсен. Растрели предлага услугите си на пруския крал Фридрих ІІ, който се интересува от финанси и военно дело и в плановете му не влиза строителство на барокови дворци.
На 13 февруари 1767 година умира жената на художника, с която е прекарал повече от 30 години. Две години след това Растрели отново се отправя към Венеция, Флоренция и Милано, този път с комерсиална цел – да купи картини от италиански художници и да ги препродаде в Петербург. През следващата година докарва за продан в Петербург 33 платна. Няма никаква информация дали това начинание е било успешно. Известно е само, че Растрели подава молба за членство в Императорската художествена академия, която е удовлетворена на 9 януари 1771 година.
Около два месеца след това Бартоломео Франческо Растрели умира. Годината е 1771, а точната дата не е известна. Както и мястото, където е погребан големият архитект на руския барок. По едни данни е умрял в Швейцария, по други в Литва, а по трети – в Петербург.

## Памет
- Площад в Санкт Петербург
- Бюст-паметник в Царское село, до Екатерининския дворец по проект на Мария Литовченко (1991)
- Бюст на Манежния площад в Петербург на скулптора В. Горев (2003)
- Документален филм „Архитект Растрели“, създаден през 1972 година от режисьора Мария Клигман
- Една от галериите на първия етаж на Ермитажа носи неговото име

- Мариинският дворец, резиденция на украинския президент
- Паркът в Лефортово
- Павилион в парка на Екатерининския дворец
- Съборът в Ахтирка, Украйна
- Павилионът „Ермитаж“ в Царское село
- Детайл от павилиона „Ермитаж“ в Петродворец
- Централният купол на Андреевската църква
- Таван в Рундалския дворец, Латвия
- Голямата зала в Строгановския дворец
- Балната зала в Мариинския дворец
- Оградата на Екатерининския дворец
- Главното стълбище в Петродворец, алегория на пролетта и лятото
- Източната църква на Петродворец
- Шпил с двуглавия орел в Петродворец
- Врата в Картинната зала на Петродворец
- Амвонът на Андреевската църква
- Входът на Екатерининския дворец
- Интериор от Рундалския дворец в Латвия